# Emanuele Birarelli
Emanuele Birarelli (* 8. Februar 1981 in Senigallia) ist ein italienischer Volleyballspieler.

## Karriere
Birarelli begann seine Karriere 1995 im Nachwuchs von Pallavolo Falconara und kam 1998 in die Erstliga-Mannschaft des Vereins. Nachdem er 1999/2000 beim Drittligisten Corbordolo Artic Morciola gespielt hatte, kehrte er zu Falconara zurück, das zunächst ein Jahr in der zweiten Liga war. Mit den italienischen Junioren wurde der Mittelblocker 2000 Vizeeuropameister. Nach einer Saison bei Sira Cucine Ancona pausierte er von 2003 bis 2005. Anschließend setzte er seine Karriere beim Zweitligisten Mercatone Uno Pineto fort und war 2006/07 beim Erstligisten Marmi Lanza Verona aktiv. 2007 wurde Birarelli von seinem heutigen Verein Itas Diatec Trentino verpflichtet, mit dem er in der ersten Saison gleich italienischer Meister wurde. Außerdem debütierte er 2008 in der A-Nationalmannschaft. Er nahm am olympischen Turnier in Peking teil, das für Italien auf dem vierten Platz endete. 2009 gewann Birarelli mit Trentino die Champions League. Im folgenden Jahr gelang dem Verein der nationale Pokalsieg und die Titelverteidigung in der Champions League. 2011 wurde Trentino wieder italienischer Meister und schaffte den dritten Champions-League-Sieg in Folge. Mit der Nationalmannschaft erreichte Birarelli das Endspiel der Europameisterschaft. 2012 wurde er erneut italienischer Pokalsieger. Mit Italien gewann er bei den Olympischen Spielen in London die Bronzemedaille.